# Gangbuk-gu

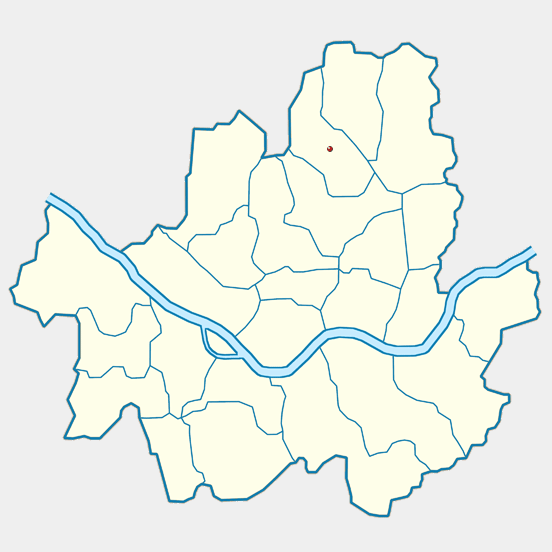
Situation dans Séoul

Gangbuk-gu (hangul : 강북구 ; hanja : 江北區) est un arrondissement (gu) de Séoul situé au nord du fleuve Han.

## Quartiers
Gangbuk est divisé en quartiers (dong) :
- Songjung-dong (송중동 松中洞) ; le dong legal est Mia-dong
- Songcheon-dong (송천동 松泉洞) ; le dong legal est Mia-dong
- Samgaksan-dong (삼각산동 三角山洞) ; le dong legal est Mia-dong
- Samyang-dong (삼양동 三陽洞) ; le dong legal est Mia-dong
- Mia-dong (미아동 彌阿洞)[1] ; le dong legal est Mia-dong
- Beon-dong (번동  樊洞) ; le dong legal est Beon-dong
- Suyu-dong (수유동 水踰洞) ; le dong legal est Suyu-dong
- Insu-dong (인수동 仁壽洞) ; le dong legal est Suyu-dong
- Ui-dong (우이동 牛耳洞) ; le dong legal est Ui-dong

## Transports
L'arrondissement de Gangbuk est desservi par la ligne 4 du métro de Séoul.
- Métro de Séoul

- Ligne 4 du métro de Séoul

(Dobong-gu) ← Suyu — Mia — Miasamgeori → (Seongbuk-gu)

## Jumelages

### Domestiques
- Boseong
- Dangjin
- Gimcheon
- Goseong
- Yangpyeong

### Internationaux
- District de Jiading, Shanghai, Chine
- Tateyama, Toyama, Japon
- District de Dadong, Shěnyáng, Chine
- Yogyakarta, Indonésie